# Aspergillus heterocaryoticus
Aspergillus heterocaryoticus är en svampart som beskrevs av M. Chr., L.C. López & C.R. Benj. 1965. Aspergillus heterocaryoticus ingår i släktet Aspergillus och familjen Trichocomaceae.   Inga underarter finns listade i Catalogue of Life.